# Dodge Avenger

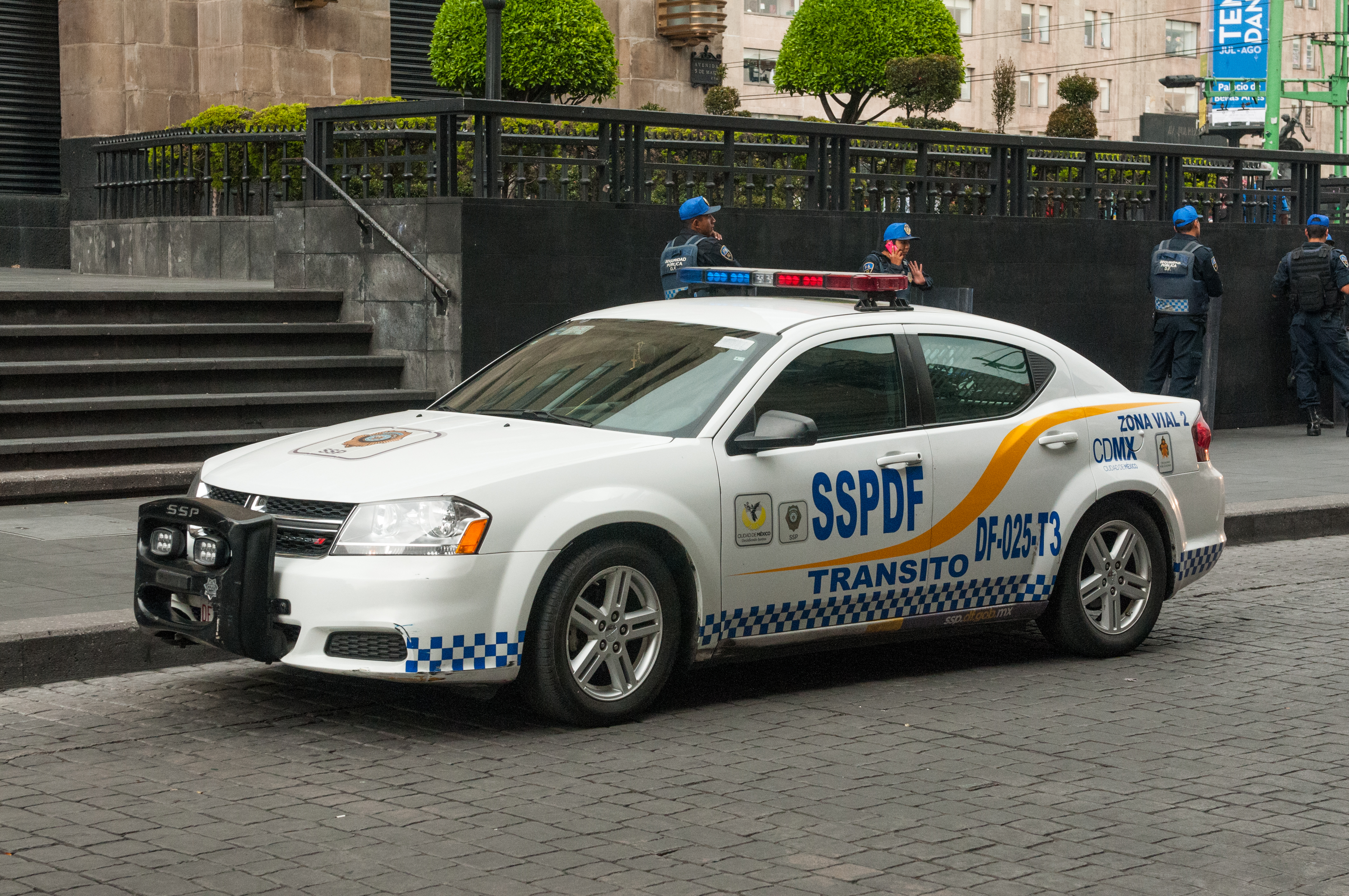
Dodge Avenger (México 2015)

El Dodge Avenger es un automóvil de tracción delantera, de tamaño mediano, construido por la corporación Chrysler para ser vendido por la marca de Dodge. En su debut inicial, el Avenger se produjo desde 1995 hasta 2000 como un automóvil de 2 puertas coupe. Después fue reintroducido en el mercado como un sedán deportivo de 4 puertas a partir de 2008 hasta el 2014.

## Dodge Avenger Coupe
Introducido como un coupé de 2 puertas en América del Norte. El Dodge Avenger fue construido a partir de 1995 a 2000 en un tamaño similar y al mismo nivel de precio como el Dodge Daytona, que se interrumpió en 1993. El Avenger, junto con su gemelo el Chrysler Sebring Coupe, fue construido por Diamond Star Motors (DSM), una asociación entre Chrysler Corporation y Mitsubishi Motors, en una versión de la plataforma del Mitsubishi Galant (que también dio lugar al similar Mitsubishi Eclipse). Mitsubishi compró participación de Chrysler de la empresa conjunta en 1995. Los Avengers y los Sebring cupés  construidos desde 1995 hasta 1996 ambos tienen marcas de DSM en los compartimientos de su motor.

## Dodge Avenger Sedan
El nombre de Dodge Avenger regresó en febrero de 2007 como modelo 2008, como un sedán para reemplazar al Dodge Stratus, cuya versión coupé había reemplazado al Avenger original en 2001. El motor de base de los niveles SE y SXT es de 2.4 L GEMA I4 atmosférico "World Engine", una asociación entre DaimlerChrysler, Mitsubishi y Hyundai. Motores adicionales incluyen un V6 de 2.7 L opcional en el SXT y un estándar de 3,6 L V6 en el nivel de R / T de corte. 